# Artabotrys luteus
Artabotrys luteus är en kirimojaväxtart som beskrevs av Adolph Daniel Edward Elmer. Artabotrys luteus ingår i släktet Artabotrys och familjen kirimojaväxter. Inga underarter finns listade i Catalogue of Life.